# Genoa Cricket and Football Club 1916-1917
Questa voce raccoglie le informazioni riguardanti il Genoa Cricket and Football Club nel primo periodo bellico dal 1916 al 1917, durante il quale partecipò alla Coppa Liguria.

## Stagione
La Grande Guerra continuava ad infuriare in Europa ed a causa delle difficoltà di spostamento ed il depauperamento delle rose dei club, la FIGC rinunciò ad organizzare la seconda edizione della Coppa Federale. Solo i comitati regionali organizzarono dei campionati: per la Liguria venne creata la Coppa Liguria che raccoglie i maggiori club liguri, torneo in cui il Genoa si piazzerà al primo posto.
Inoltre il Genoa organizza nel gennaio 1917 la Coppa Pasteur, competizione che metteva in palio un trofeo donato da Enrico Pasteur. La competizione, che vi vedeva partecipare sodalizi del genovesato, terminò con la vittoria del Grifone dopo una doppia finale contro la Spes.
Alla guida del sodalizio rossoblu non c'è più Thomas Coggins, arruolatosi, come il suo predecessore Garbutt, come volontario nell'esercito britannico, ma Enrico Pasteur, una delle vecchie glorie della squadra.

## Piazzamenti nelle competizioni
- Coppa Liguria: 1º classificato
- Coppa Pasteur: 1º classificato

## Divise
La maglia per le partite casalinghe presentava i colori attuali (anche se la dicitura ufficiale era rosso granato e blu) ma a differenza di oggi il blu era posizionato a destra.

## Organigramma societario
Area direttiva
- Presidente: Geo Davidson

Area tecnica
- Allenatore: Enrico Pasteur

## Rosa
| N. |                      | Ruolo | Calciatore        |
| -- | -------------------- | ----- | ----------------- |
|    | Argentina (bandiera) | C     | Romolo Boglietti  |
|    | Italia (bandiera)    | C     | Angelo Dellacasa  |
|    | Italia (bandiera)    | A     | Augusto Bergamino |

| N. |                   | Ruolo | Calciatore            |
| -- | ----------------- | ----- | --------------------- |
|    | Italia (bandiera) | A     | Guglielmo Brezzi      |
|    | Italia (bandiera) | A     | Aristodemo Santamaria |

## Risultati[1][2]
Il Genoa partecipò solamente alla Coppa Liguria ed alla Coppa Pasteur, chiuse entrambe al primo posto.